# 오토메이터
오토메이터(영어: Automator)는 애플에서 개발한 OS X를 위한 포인트 앤드 클릭(드래그 앤드 드롭) 방식으로 작업 흐름을 더욱 빠르고 신속하게 일괄 처리하여, 시간을 절약하는 프로그램이다.
오토메이터는 맥 OS X 타이거 (10.4)에서 처음 출시되었다.

## 같이 보기
- 애플스크립트
- 오토핫키